# Надежда (станція метро)
«Надежда» (болг. Надежда — «Надія») — станція другої лінії Софійського метрополітену, введено в експлуатацію 31 серпня 2012. Розташована під рогом бул. «Ломско шосе» та вул. «Кирил Дрангов» у кварталі Надежда — 1,2.
Конструкція станції — колонна двопрогінна мілкого закладення. Оздоблена у світлих кольорах.

## Ресурси Інтернету
Вікісховище має мультимедійні дані за темою: Nadezhda Metro Station
- Nadezhda Metro Station у соцмережі «Facebook»
- Sofia Metropolitan [Архівовано 18 жовтня 2012 у Wayback Machine.]
- More info in Bulgarian [Архівовано 8 жовтня 2012 у Wayback Machine.]